# Perisphaeria mucronata
Perisphaeria mucronata är en kackerlacksart som beskrevs av Karlis Princis 1963. Perisphaeria mucronata ingår i släktet Perisphaeria och familjen jättekackerlackor. Inga underarter finns listade i Catalogue of Life.